# Madeleine Berly-Vlaminck
Pour les articles homonymes, voir Berly et Vlaminck.
Madeleine Berly-Vlaminck, née en 1896 et morte en 1953, est une artiste peintre française.

## Biographie
Madeleine Berly-Vlaminck est la fille du peintre Maurice de Vlaminck (1876-1958) et de Suzanne Berly.

## Collections publiques
- Genève, Petit Palais